# Metastachydium
Metastachydium là một chi thực vật có hoa trong họ Hoa môi (Lamiaceae).

## Loài
Chi Metastachydium gồm các loài: